# 巴里 (威尔士)
巴里（英语：Barry；威尔斯语：Y Barri），威尔士南部城镇。地处格拉摩根谷，濒临布里斯托尔湾北岸，位于威尔士首府加的夫西南偏南11公里处。
巴里是海滨度假胜地，主要观光点为沙滩和西南面的巴里岛。目前人口为47,863。就市区人口来算，巴里名列威尔士第五，并且是威尔士人口最多的镇。
第二十七任澳洲總理茱莉雅·吉拉德即出生在巴里，5歲時隨家人移民至澳洲。